# Windsprung
Windsprung bezeichnet eine signifikante temporäre Änderung der Windrichtung an einem bestimmten Ort. Eine Änderung der Windgeschwindigkeit ist hierbei nicht von Bedeutung. Ein Windsprung kann bei einem Durchzug von Kaltfronten oder Gewittern auftreten.